# Хутір-Бір
Хутір-Бір (рос. Хутор-Бор) — селище в Вигоницькому районі Брянської області Російської Федерації.
Населення становить 649 осіб. Входить до складу муніципального утворення Хутір-Борське сільське поселення.

## Історія
Від 2005 року входить до складу муніципального утворення Хутір-Борське сільське поселення.

## Населення
| 2010 | 2012 | 2013 | 2014 | 2015 | 2016 | 2017 |
| ---- | ---- | ---- | ---- | ---- | ---- | ---- |
| 723  | ↗724 | ↗736 | ↘725 | ↘724 | ↘721 | ↘719 |